# Maxime Bender

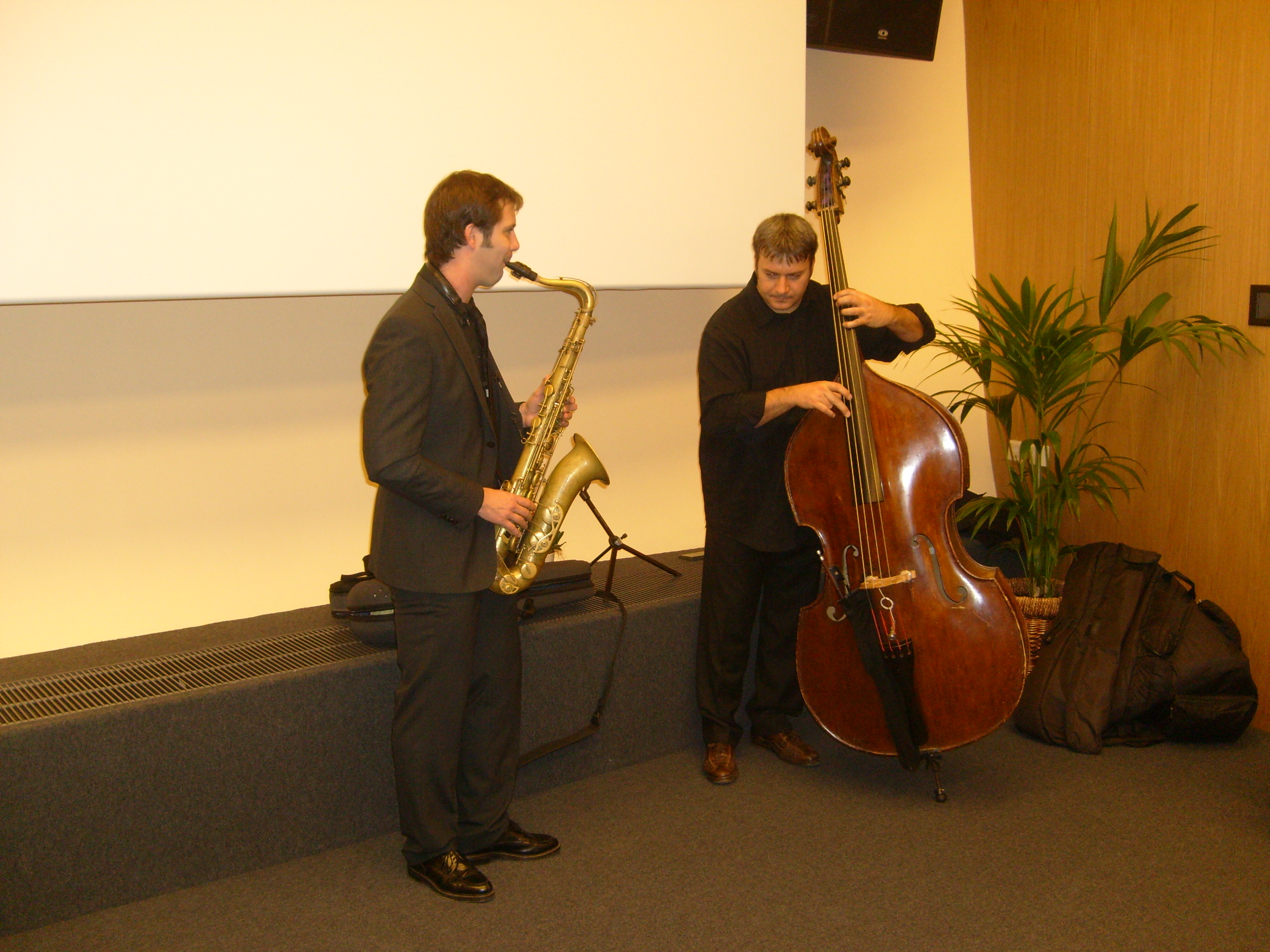
Maxime Bender und Laurent Payfert

Maxime Bender (* 1982 in Ettelbrück) ist ein luxemburgischer Musiker des Modern Jazz (Tenor-, Sopran-, Altsaxophon, Flöte, Blaswandler, Komposition).

## Wirken
Bender studierte zunächst am Luxemburger Konservatorium; er setzte seine Studien am Conservatoire de Strasbourg und am Conservatoire Royal de Bruxelles bei Erwin Vann und Steve Houben fort, um ab 2006 Jazz-Saxophon und Komposition an der Musikhochschule Köln bei Wolfgang Engstfeld und Frank Reinshagen zu studieren. 
Bender leitete ein eigenes Quartett, mit dem er mehrere Alben vorlegte, und auch eine Bigband. Weiterhin arbeitete er mit Dee Dee Bridgewater, George Duke, Lalo Schifrin, David Binney, Pascal Schumacher, Erwin Vann, Jeff Herr, Andy Haderer, Heiner Wiberny, Pablo Held, Jonas Burgwinkel oder Philipp van Endert. Er ist auch auf Alben mit Ronny Riff, Benoît Martiny und der Jeff Herr Corporation zu hören.

## Preise und Auszeichnungen
Bender gewann 2007 den Luxemburger Musikpreis Elie Music Award; im selben Jahre wurde für den europäischen Jazzpreis Eurodjango als „Neues Talent“ nominiert. 2008 gewann er den Kompositionspreis beim Jazzfestival Tremplin Jazz in Avignon.

## Diskografische Hinweise
- Maxime Bender / Joachim Kühn / Daniel Humair / Stephane Kerecki: Infinity of Sound (Igloo Records 2025)[1]
- Maxime Bender Universal Sky: Fall & Rise (CAM Jazz 2022, mit Jean-Yves Jung, Manu Codjia, Jérôme Klein)[2]
- Universal Sky (CAM Jazz 2018; mit Jean-Yves Jung, Manu Codjia, Jérôme Klein)
- Path of Decision (Laborie Jazz 2013; mit Simon Seidl, Oliver Lutz, Silvio Morger)
- Follow the Eye (Jazzsick 2010; mit Sebastian Sternal, Markus Braun, Silvio Morger)
- Maxime Bender Orchestra Fellowship (Jazzsick 2010; mit Filippa Gojo, Volker Deglmann, Menzel Mutzke, Lennart Schnitzler, Christian Winninghof, Tim Daemen, Max von Einem, Felix Fromm, Tobias Wember, Matthias Schuller, Jan Schreiner, Christoph Moschberger, Matthias Knoop, Christoph Möckel, Malte Dürrschnabel, Maximilian Jagow, Sebastian Degen, Heiko Bidmon, Riaz Khabirpour, Sebastian Sternal, Pablo Held, Markus Braun, Silvio Morger, Jonas Burgwinkel, Lukas Meile, sowie Donny McCaslin, Frederik Köster, Marshall Gilkes, Tobias Christl, Kathrin Scheer)
- Open Range (Jazzsick 2007; mit David Binney, Jens Böckamp, Kathrin Scheer, Riaz Khabirpour, Sebastian Sternal, Markus Braun, Silvio Morger)